# Marek Michalak

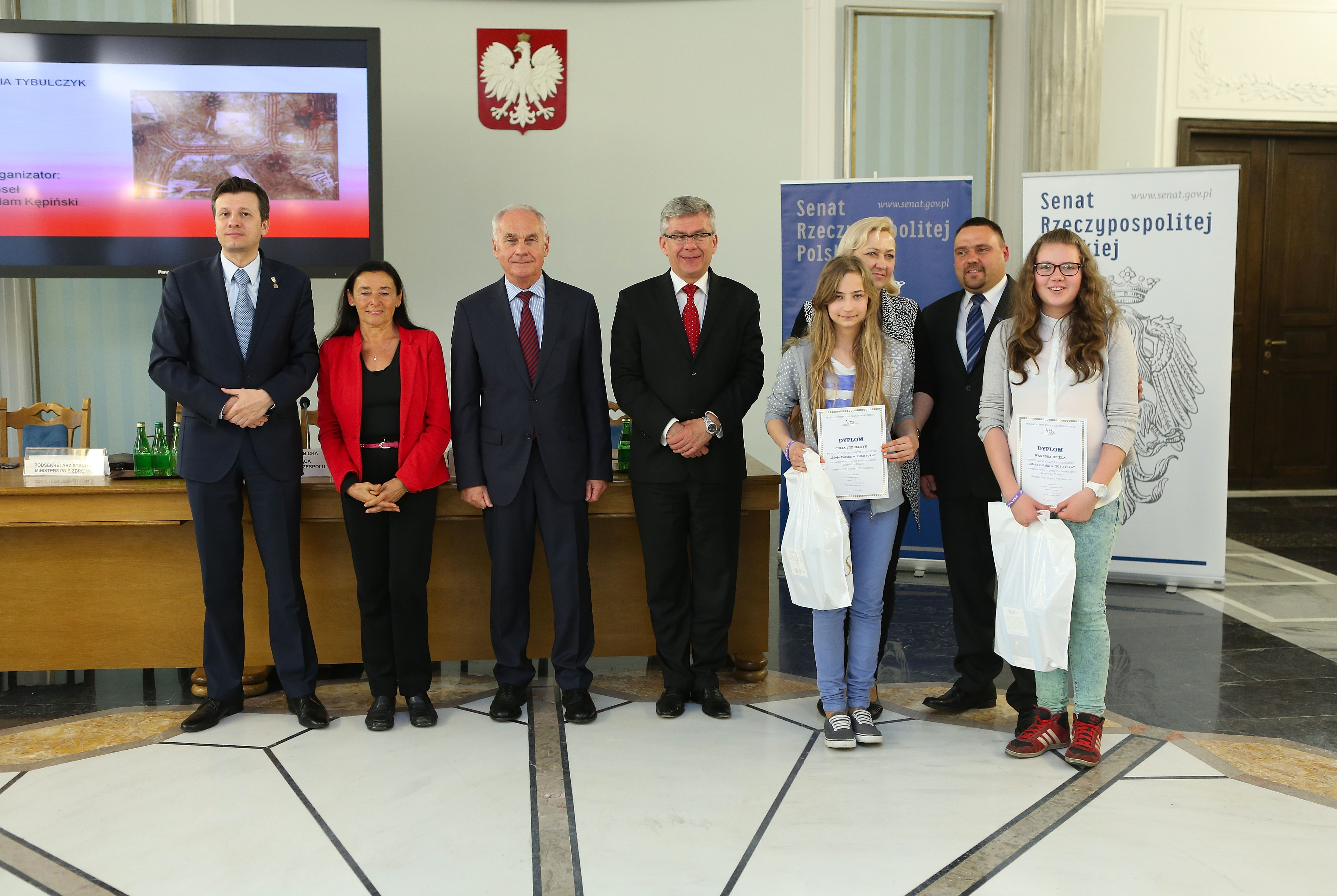
Marek Michalak (pierwszy z lewej) podczas głoszenia wyników konkursu dla dzieci Moja Polska w 2050 roku w Sejmie (2014)

Marek Henryk Michalak (ur. 27 lipca 1971 w Świdnicy) – polski pedagog specjalny, działacz społeczny i publicysta, doktor nauk społecznych, kanclerz Międzynarodowej Kapituły Orderu Uśmiechu, przewodniczący Międzynarodowego Stowarzyszenia im. Janusza Korczaka, w latach 2008–2018 rzecznik praw dziecka.

## Życiorys

### Wykształcenie
Posiada wykształcenie wyższe pedagogiczne – jest absolwentem Akademii Pedagogiki Specjalnej w Warszawie, gdzie uzyskał tytuł zawodowy magistra pedagogiki resocjalizacyjnej, absolwentem studiów podyplomowych w zakresie socjoterapii i organizacji pomocy społecznej. Ukończył też szkolenia dla działaczy organizacji pozarządowych (na Uniwersytecie Hopkinsa w Baltimore). Został doktorantem na macierzystej uczelni, przygotował na niej pracę doktorską pt. Order Uśmiechu jako fenomen społeczno-kulturowy świata dzieci i dorosłych, którą obronił w 2019, uzyskując stopień doktora w dziedzinie nauk społecznych w dyscyplinie pedagogika.

### Działalność do 2008
Od 1987 był przewodniczącym Koła Przyjaciół Dzieci Chorych „Serce” w Świdnicy, a w latach 1990–2008 pełnił funkcję prezesa zarządu głównego Stowarzyszenia Przyjaciół Dzieci Chorych „SERCE”. W 1993 założył Zespół Dziecięcy „Serduszka”, działający przy Fundacji SERCE – Europejskie Centrum Przyjaźni Dziecięcej w Świdnicy i Żarowie. Jest autorem tekstów piosenek dla dzieci i młodzieży, m.in. „Order od dzieci”, „Kamienny świat”, „Stolica marzeń”, „Nagroda SERCA”, „Dobrze żyć”, do których Telewizja Polska wyprodukowała teledyski z tym zespołem.
Współtworzył Centrum Przyjaźni Dziecięcej, kształtujące programy pomagania dzieciom i rodzinom. W 2003 został powołany do Rady Organizacji Pozarządowych przy Rzeczniku Praw Dziecka. Był wicekanclerzem Stowarzyszenia Międzynarodowa Kapituła Orderu Uśmiechu, a w 2007 został kanclerzem (prezesem zarządu), zastępując na tym stanowisku Cezarego Leżeńskiego.

### Rzecznik praw dziecka
23 lipca 2008 został wybrany przez Sejm na urząd rzecznika praw dziecka. Po zatwierdzeniu wyboru przez Senat 25 lipca 2008 złożył ślubowanie przed Sejmem, rozpoczynając pięcioletnią kadencję. Powołany na funkcję przewodniczącego Europejskiej Sieci Rzeczników Praw Dziecka ENOC z siedzibą w Strasburgu na okres 2011–2012; w kadencjach 2010–2011 i 2012–2013 pełnił funkcję wiceprzewodniczącego. W 2011 został powołany na funkcję specjalisty Komitetu Rozwoju Człowieka Polskiej Akademii Nauk.
12 lipca 2013 wybrany przez Sejm na drugą kadencję na urząd RPD. 9 sierpnia 2013 wybór zatwierdził Senat, a 27 sierpnia 2013 Marek Michalak złożył ślubowanie przed Sejmem, rozpoczynając kolejną pięcioletnią kadencję.
Jako rzecznik praw dziecka powołał przy swoim urzędzie Komisję Kodyfikacyjną Prawa Rodzinnego (która m.in. zaproponowała wprowadzenie do kodeksu rodzinnego i opiekuńczego przepisu mówiącego o prawie dziecka do obojga rodziców). Był też inicjatorem uruchomienia bezpłatnej ogólnopolskiej linii Dziecięcego Telefonu Zaufania RPD. Działał m.in. na rzecz wprowadzenia uregulowań prawnych na rzecz ochrony dzieci przed wykorzystywaniem seksualnym i przemocą, a także na rzecz ratyfikowania porozumień międzynarodowych dotyczących praw osób niepełnosprawnych i ochrony dzieci. Był również inicjatorem ustanowienia i następnie koordynatorem Roku Janusza Korczaka (2012) oraz Roku Ireny Sendlerowej (2018).
W 2018 w Seattle wybrano go na przewodniczącego Międzynarodowego Stowarzyszenia im. Janusza Korczaka. Funkcję rzecznika praw dziecka pełnił do 14 grudnia tegoż roku, gdy wybrany na jego następcę Mikołaj Pawlak złożył ślubowanie.

### Działalność od 2019
W 2019 powołany do pierwszej rady uczelni na Akademii Pedagogiki Specjalnej im. Marii Grzegorzewskiej w Warszawie. W 2019 powołany do Rady Społecznej w Warszawie przy rzeczniku praw obywatelskich, a w 2020 do rady programowej dwumiesięcznika poświęconego zagadnieniom przemocy „Niebieska Linia”. Został też członkiem Polskiego Towarzystwa Pedagogicznego (2021) oraz Stowarzyszenia Pisarzy Polskich (2023). Objął funkcję przewodniczącego rady fundatorów Towarzystwa Przyjaciół Centrum Zdrowia Dziecka im. dr. n. med. Jolanty Chmielik. Wszedł także w skład Komitetu Nauk Pedagogicznych PAN oraz Komitetu Rozwoju Człowieka PAN.
W 2024 minister sprawiedliwości powołał go na honorowego przewodniczącego Komisji Kodyfikacyjnej Prawa Rodzinnego.

## Życie prywatne
Żonaty z Adrianą Michalak, ma córkę Julię i syna Miłosza.

## Odznaczenia i wyróżnienia

### Ordery i odznaczenia
- Srebrny Krzyż Zasługi – 2003[16]
- Brązowy Medal za Zasługi dla Policji – 2015[17]
- Odznaka honorowa „Za Zasługi dla Ochrony Praw Człowieka” – 2018[18]
- Order Uśmiechu – 1994, jako najmłodsza osoba w historii tego odznaczenia[19]

### Nagrody i wyróżnienia
Wyróżniony m.in. tytułem „Świdniczanin Roku” (1995), nagrodą „Zwyczajni-Niezwyczajni” przyznawaną przez TVP (1997), nagrodą Polcul Foundation w Australii (2000), Oskarem Polskiej Pediatrii (2011 i 2013), tytułem „Przyjaciel Szkoły” (2012) oraz nagrodami i wyróżnieniami przyznawanymi przez organizacje pozarządowe i samorządy.
Otrzymał tytuł „Honorowego Ambasadora Dzieci Chorych na Nowotwory Mózgu” (2008) oraz honorowego obywatela Głuchołaz (2018), a także honorowe członkostwo Polskiego Towarzystwa Stomatologii Dziecięcej (2018). W 2016 nadano mu prywatne odznaczenie – Krzyż Komandorski z Gwiazdą Orderu Świętego Stanisława.
Nagrodzony medalem rady miejskiej Żarowa „Złoty Dąb” (2001), tytułem „Zasłużony dla Miasta Świdnicy” (2013), Medalem Gloria Pediatrica przyznanym przez Polskie Towarzystwo Pediatryczne (2015) oraz Medalem Honorowym Miasta Głogowa (2017).
Jego publikacja Order Uśmiechu – wspólny świat dzieci i dorosłych została wyróżniona w konkursie Polskiego Towarzystwa Pedagogicznego na wybitną monografię naukową z zakresu nauk pedagogicznych lub nauk pokrewnych za 2020

## Publikacje książkowe
- Prawa dziecka. Dokumenty Organizacji Narodów Zjednoczonych (zbiór i oprac. wspólnie z Pawłem Jarosem), Biuro Rzecznika Praw Dziecka, Warszawa 2015, ISBN 978-83-89658-08-1.
- Bicie dzieci... Czas z tym skończyć! Kontestacja kar cielesnych we współczesnym świecie (współautor z Ewą Jarosz), Biuro Rzecznika Praw Dziecka, Warszawa 2018, ISBN 978-83-89658-33-3.
- Prawa dziecka. Dokumenty Unii Europejskiej, tomy I–II (zbiór i oprac. wspólnie z Pawłem Jarosem), Biuro Rzecznika Praw Dziecka, Warszawa 2018, ISBN 978-83-89658-59-3.
- Prawa dziecka wczoraj, dziś i jutro – perspektywa korczakowska. The Rights of the Child Yesterday, Today and Tomorrow – the Korczak Perspective, tomy I–III (red.), Biuro Rzecznika Praw Dziecka, Warszawa 2018, ISBN 978-83-89658-87-6.
- Standardy ochrony praw dziecka (red.), Biuro Rzecznika Praw Dziecka, Warszawa 2018, ISBN 978-83-89658-82-1.
- The Rights of the Child and the Order of the Smile. Korczak’s Influence in Today’s World, w: Nurture, Care, Respect, and Trust. Transformative Pedagogy Inspired by Janusz Korczak, Myers Education Press, Nowy Jork 2020, ISBN 978-1-9755-0131-0.
- O potrzebie nowego Kodeksu Rodzinnego i jego podstawach aksjologicznych. W 30. rocznicę uchwalenia Konwencji o prawach dziecka (red. nauk. wspólnie ze Stanisławem Leszkiem Stadniczeńką), Wydawnictwo Adam Marszałek, Toruń 2019, ISBN 978-83-8180-245-1.
- Order Uśmiechu – wspólny świat dzieci i dorosłych, Międzynarodowa Kapituła Orderu Uśmiechu, Warszawa 2020, ISBN 978-83-956886-1-4.
- Opowieści o tym, co w życiu ważne, Wydawnictwo IBIS, Konin 2022, ISBN 978-83-67178-44-0.
- Wolność, pokój, przyjaźń... O tym, co w życiu ważne. Свобода, мир, дружба... про те, що важливо в житті, Wydawnictwo IBIS, Konin 2022, ISBN 978-83-67178-52-5.
- Opowieści o tym, co daje moc, Wydawnictwo IBIS, Konin 2023, ISBN 978-83-67498-36-4.
- Wielcy przyjaciele dzieci, Wydawnictwo Dwukropek, Warszawa 2023, ISBN 978-83-814-1376-3.
- Opowieści o prawach dziecka, Wydawnictwo IBIS, Konin 2023, ISBN 978-83-67861-48-9.
- Opowieści o tym, jak naprawiać świat. Inspirowane Januszem Korczakiem, Wydawnictwo IBIS, Konin 2025, ISBN 978-83-68258-86-8.
- Śladami Janusza Korczaka. Inspiracje i refleksje. Following the Footsteps of Janusz Korczak. Inspirations and Reflections (red. nauk.), Wydawnictwo Akademii Pedagogiki Specjalnej im. Marii Grzegorzewskiej, Warszawa 2025, ISBN 978-83-67721-91-2.